# 池田鐵道
池田鐵道（日语：／）是一間曾經連接長野縣南安曇郡穗高町（現時：安曇野市）安曇追分站至同縣北安曇郡池田町北池田站之間的鐵路線暨鐵路公司。

## 概要
在東日本旅客鐵道（JR東日本）大糸線的前身信濃鐵道時代，當時在安曇追分至信濃松川之間好走線是在高瀨川右岸地帶。而在左岸地帶，一班來自該區的池田町居住主導成立池田鐵道。在資本上，該公司實際為信濃鐵道的子公司。當時由於信濃鐵道已經電氣化，因此池田鐵道會為一條電氣化鐵路。電力方面是取自信濃鐵道。電動列車也是與信濃鐵道電動列車相同。因此實際上，池田鐵道為信濃鐵道的支線。
最初，白馬自動車軌道為了與信濃鐵道競爭，便申請了從明科經池田至信濃大町的鐵路申請，可是沒有獲批，因此便就有池田鐵道的計劃。另外，由於白馬自動車軌道大部分走線是與信濃鐵道並行，因此在大正14年6月拒絕了這個申請。
但是在路線啟用後，經營業務一直較差，在經濟蕭條下，路線被戲稱為「山雀列車」（＝從頭到尾都是空的），路線被陷入了困境。後來為了減省成本，便不再使用電氣化列車，使為使用柴油列車行走，但是得出來的效果不大。在1937年（昭和12年）6月1日，信濃鐵道被國家收購入，經營變得更加困難。而池田鐵道也希望與信濃鐵道一樣被國有化，但是被拒絕。最後在1938年（昭和13年）6月6日全線廢除。
另外，池田鐵道曾經計劃從北池田站繼續延伸至社地區。

## 路線數據
- 路線距離（營業距離）：安曇追分站 - 北池田站之間（6.9公里）
- 軌距：1,067毫米
- 車站數目：7座（包含起終點站）
- 雙線區間：沒有（全線單線）
- 電氣化區間：全線（直流1,500伏特電氣化，1937年起廢除電氣化）
- 閉塞方式：不詳

## 運行形態
截至1933年（昭和8年）9月15日修正
- 客運列車班次數目：一日約20個往返班次（當時，所有車站沒有進行列車交會）
- 所需時間：全線14分鐘
- 1933年9月15日修正一刻，池田鐵道時間表 （页面存档备份，存于）

## 歷史
- 1925年（大正14年）
  - 4月16日 批出安曇追分至北池田之間6.94公里的鐵路許可[7]
  - 8月2日 以資金50萬日圓成立池田鐵道[8][9]
- 1926年（大正15年）9月21日 安曇追分站至北池田站之間開業[10]（開業時只有客運班次[11]）
- 1927年（昭和2年）
  - 3月31日 申請延長路線被拒（大正15年7月15日申請，北安曇郡池田町至同郡杜村之間1.25英里）[6]
  - 4月22日 開始兼營包車業務（從池田鐵道各站至中央線明科站及經松本市並大町至白馬登山路之間）[12]
  - 12月1日 業務由信濃鐵道託管（直至1928年5月31日）[13]
- 1931年（昭和6年）10月22日 使用汽油作為列車動力得到許可。實際在1936年（昭和11年）下旬才引入汽油列車。
- 1937年（昭和12年）8月1日 鐵路結束電氣化[14]
- 1938年（昭和13年）6月6日 全線廢除[15]

## 車站列表
- 所有車站均位於長野縣內。
- 接續路線和市町村名稱都是截至廢線前一刻。穗高町即是現時的安曇野市，會染村即是現時的池田町。

| 中文站名 | 日文站名 | 英文站名      | 站間營業距離 | 累計營業距離 | 接續路線         | 所在地          | 所在地          |
| -------- | -------- | ------------- | ------------ | ------------ | ---------------- | --------------- | --------------- |
| 安曇追分 |          | Azumi-Oiwake  | -            | 0.0          | 鐵道省：大糸南線 | 南安曇郡 穗高町 | 南安曇郡 穗高町 |
| 十日市   |          | Tookaichi     | 1.5          | 1.5          |                  | 北安曇郡        | 池田町          |
| 會染     |          | Aisome        | 1.5          | 3.0          |                  | 北安曇郡        | 會染村          |
| 柏木     |          | Kashiwagi     | 1.1          | 4.1          |                  | 北安曇郡        | 會染村          |
| 南池田   |          | Minami-Ikeda  | 1,0          | 5.1          |                  | 北安曇郡        | 池田町          |
| 信濃池田 |          | Shinano-Ikeda | 0.9          | 6.0          |                  | 北安曇郡        | 池田町          |
| 北池田站 |          | Kita-Ikeda    | 0.9          | 6.9          |                  | 北安曇郡        | 池田町          |

## 運輸業績
| 年度 | 客運量（人） | 貨運量（トン） | 營業收入（円） | 營業支出（円） | 營業利潤（円） | 其他收入（円） | 其他支出（円）                | 支付利息（円） | 政府補貼（円） |
| ---- | ------------ | -------------- | -------------- | -------------- | -------------- | -------------- | ----------------------------- | -------------- | -------------- |
| 1926 | 98,109       | 392            | 7,828          | 19,328         | ▲ 11,500       |                |                               | 19,648         |                |
| 1927 | 138,116      | 6,310          | 16,529         | 35,281         | ▲ 18,752       |                | 雜項損失110汽車1,548          | 40,271         | 13,986         |
| 1928 | 145,573      | 7,039          | 17,641         | 31,246         | ▲ 13,605       |                | 雜項損失503汽車4,596          | 35,207         | 28,005         |
| 1929 | 158,646      | 7,244          | 19,339         | 29,064         | ▲ 9,725        |                | 汽車5,975                     | 29,972         | 28,075         |
| 1930 | 103,477      | 5,568          | 14,573         | 22,761         | ▲ 8,188        |                | 汽車6,318                     | 26,831         | 28,095         |
| 1931 | 85,681       | 2,208          | 9,867          | 20,244         | ▲ 10,377       |                | 雜項損失11汽車2,716           | 23,393         | 23,479         |
| 1932 | 81,401       | 1,355          | 7,887          | 19,024         | ▲ 11,137       |                | 雜項損失804汽車3,012          | 21,896         | 28,099         |
| 1933 | 80,397       | 1,213          | 8,357          | 19,467         | ▲ 11,110       |                | 雜項損失549汽車3,444          | 13,030         | 28,142         |
| 1934 | 68,463       | 1,742          | 7,529          | 18,697         | ▲ 11,168       |                | 汽車2,427                     | 14,811         | 28,149         |
| 1935 | 78,121       | 1,478          | 7,507          | 18,972         | ▲ 11,465       |                | 雜項損失與折舊4,057汽車12,657 |                | 28,187         |
| 1936 | 86,188       | 4,949          | 10,336         | 18,987         | ▲ 8,651        | 債務減免10,637 | 雜項損失15,021汽車253         |                | 13,305         |
| 1937 | 77,979       | 3,506          | 9,934          | 18,431         | ▲ 8,497        |                | 雜項損失10,941汽車193         | 27             | 0              |

- 資料取自各年度版《鐵道統計資料》和《鐵道統計》。

## 車輛
在開業之際，池田鐵道準備了兩架電動列車（DeHa1、2）。該列車是由日本車輛製造製造的新木製轉向架列車（載客量100人）。該列車與信濃鐵道主力電動列車DeHa1形一樣，都是單邊3門大型列車。由於考慮到直通運輸而有這個設計。
但是由於池田鐵道業績不良好，因此公司已經不能支付電費。在1936年（昭和11年），兩架電動列車轉讓給信濃鐵道以償還部分債務。另外由於列車改用內燃機推動，因此便使用了部分售賣電動列車的金額，購買兩架由日本車輛製造的半鋼製兩軸汽油列車（載客量40人）（KiHa1、2）和一架由加藤製作所製造的汽油機車（1）。新的車隊顯示了殘酷的情況。
在售賣電動列車後，鐵路線上的電氣化設備沒有被移走，這是由於為了在多客時期，可借用信濃鐵道的電動列車行走池田鐵道，但是實際上沒有這樣發生。並在1937年（昭和12年）6月申請取消使用電力作為列車動力，在8月1日得到批准。兩架汽油列車在廢線後，分別賣給金名鐵道（即後來的北陸鐵道金名線，1987年廢線）和相模鐵道（現時：JR相模線）。
鐵路貨車不是由池田鐵道擁有，而貨車是從國鐵直通至池田鐵道。

## 遺跡
在各車站遺址附近設有由池田町教育委員會建立的路標。另外，由於安曇追分站是在安曇野市內，加上是JR東日本的土地，因此沒有設置路標。
終點站北池田站的站舍被遷移至別處，站舍原本位置用作其他用途。

## 替代輸送
現時，池田町營巴士 (長野縣安曇野線的走線是與當年池田鐵道相近。

## 注腳

## 外部連結
- 池田鉄道之話 （页面存档备份，存于）（日語）